# Горе (остров)
Горе́, устар. Горея (фр. Île de Gorée), — небольшой остров у побережья Сенегала.
Остров расположен в 2,5 км к югу от порта Дакара, является коммуной столичного округа. Площадь Горе́ всего 0,182 км²2 (900 м в длину и 350 м в ширину, остров имеет вытянутую неправильную форму), его население — 1691 человек (2023), плотность превышает 9 тыс. жителей на км². Остров является туристическим объектом, на нём запрещено использование автомобилей. С Дакаром Горе связывает паромная переправа.

## История
Для европейцев Горе открыл португальский мореплаватель Диниш Диаш в 1444 году, после этого остров вошёл в историю как один из крупнейших центров работорговли в XV—XIX веках под опекой португальцев, голландцев, англичан и французов. Кроме работорговли, под контролем Англии и Франции велась торговля арахисом, кожей, золотом, специями.
В 1677 года остров был завоёван Францией. Во время Семилетней войны в 1758 году остров Горе был захвачен Великобританией и контролировался ею до 1763 года.
С середины XIX века с основанием Дакара и прекращением работорговли Горе постепенно стал приходить в упадок. Если в 1891 году население Горе составляло 2,1 тыс. человек, а в Дакаре проживало 8,7 тыс. жителей, то уже в 1926 году — соответственно 700 и 33 679. На острове хорошо сохранились как постройки для содержания рабов, так и дома работорговцев.
В 1978 году остров стал культурным объектом Всемирного наследия ЮНЕСКО. В 1996 году после реформы административного устройства страны Горе стал одной из 19 коммун Дакара.